# Law Lords
Law Lords são pessoas nomeadas no âmbito do Recurso Competência 1876 para a Câmara dos Lordes do Reino Unido, a fim de exercer as suas funções jurisdicionais, o que inclui agindo como o mais alto tribunal de recurso para a maioria dos assuntos domésticos. A Câmara dos Lordes, no entanto, perdeu a sua função jurisdicional mediante a criação do Supremo Tribunal do Reino Unido pela reforma constitucional de 2005.